# .gq
.gq (Guiné Equatorial) é o código TLD (ccTLD) na Internet para a Guiné Equatorial. A Freenom relançou o TLD em 1º de outubro de 2014,[carece de fontes?] e os domínios começaram a ser disponibilizados gratuitamente em 1º de janeiro de 2015.[carece de fontes?]